# Tarnów Grodkowski
Tarnów Grodkowski (Tarnawa, niem. Tharnau bei Grottkau) – wieś w Polsce położona w województwie opolskim, w powiecie brzeskim, w gminie Grodków.
1 stycznia 1973 część Tarnowa Grodkowskiego włączono do Grodkowa.
W latach 1975–1998 miejscowość administracyjnie przynależała do województwa opolskiego.

## Zabytki
Do wojewódzkiego rejestru zabytków wpisany jest kościół filialny pw. św. Anny, z XV w., XIX w.